# CEV Challenge Cup 2014–2015 (damer)
CEV Challenge Cup 2014-2015 utspelade sig mellan 25 oktober 2014 och 12 april 2015. Det var den 35:e upplagan av CEV Challenge Cup, arrangerad av Confédération Européenne de Volleyball.I turneringen deltog 49 lag. Bursa BBSK vann tävlingen för första gången.

## Regelverk
Tävlingen spelas i cupformat, med två kvalificeringsrundor (första och andra omgången) och därefter spel från sextondelsfinaler (där sexton lag från CEV Cup 2014-2015 anbslöt) och vidare steg för steg till final. Alla möten spelades som dubbelmöten (hemma och borta). Poäng fördelades enligt vanliga volleybollregler (3 poäng för vinst 3-0 eller 3-1 i set, 2 poäng för vinst 3-2 i set, 1 poäng för förlust 2-3 i set och 0 poäng för förlust 1-3 eller 0-3 i set). Om bägge lagen fick lika många poäng avgjordes mötet med ett golden set).
.

## Deltagande lag
| - İlbank SK - VV Alterno - AEK - Azərreyl QVK - CV Barcelona - Békéscsabai RSE - ŽOK Braslovče - ŽOK Jedinstvo Brčko - CSM București - CS Dinamo București - Vasas SC - Bursa BBSK - TS Volley Düdingen | - VK Uralochka-NTMK - ŽOK Gacko - VDK Gent - Gödöllõ RC - UVC Graz - Maccabi Haifa - TI-Volley - OK Kamnik - Hapoel Kfar Saba - Asterix Kieldrecht - ATSC Klagenfurt - Volley Köniz - Entente Sportive Le Cannet-Rocheville | - ASKÖ Linz-Steg - VK Minsk - ASPTT Mulhouse - Pannaxiakos AON - NUC Volleyball - AGIL Volley - VK UP Olomouc - VC Oudegem - Oriveden Ponnistus - OK Poreč - VC Kanti - Schwechat Post - Schweriner SC | - Sliedrecht Sport - VC Sneek - VK Levski Sofia - Jedinstvo Stara Pazova - Stod IL - CSU Târgu Mureș - Rote Raben Vilsbiburg - RSR Walfer - VK Chimik - VK Orbita-ZTMK-ZNU |

## Turneringen

### Första omgången

#### Match 1
| 26 oktober 2014 Szent Istvan Sporthall, Gödöllő Speltid 1h:05 - Åskådare 350  | Gödöllõ RC       | 3 - 0 | Schwechat Post | 25-12, 25-15, 25-18               |
| 25 oktober 2014 Sporthal de Stoep, Sliedrecht Speltid 1h:56 - Åskådare 900    | Sliedrecht Sport | 3 - 2 | Vasas SC       | 18-25, 25-21, 22-25, 25-23, 15-10 |
| 25 oktober 2014 Univerzalna Sportska Dvorana, Bileća Speltid ? - Åskådare 150 | ŽOK Gacko        | 0 - 3 | İlbank SK      | 8-25, 17-25, 22-25                |

#### Match 2
| 2 november 2014 Multiversum Eventhalle, Schwechat Speltid 1h:54 - Åskådare 200 | Schwechat Post | 1 - 3 | Gödöllõ RC       | 23-25, 25-23, 21-25, 19-25      |
| 2 november 2014 Vasas Sportcsarnok, Budapest Speltid 1h:54 - Åskådare 400      | Vasas SC       | 2 - 3 | Sliedrecht Sport | 25-22, 14-25, 25-21, 9-25, 9-15 |
| 1º november 2014 Başkent Voleybol Salonu, Ankara Speltid 1h:11 - Åskådare 400  | İlbank SK      | 3 - 0 | ŽOK Gacko        | 25-18, 25-15, 29-27             |

#### Kvalificerade lag
- İlbank SK
- Gödöllõ RC
- Sliedrecht Sport

### Andra omgången

#### Match 1
| 11 november 2014 Cengiz Göllü Kapalı Spor Salonu, Bursa Speltid 1h:04 - Åskådare 200 | Bursa BBSK         | 3 - 0 | UVC Graz               | 25-13, 25-6, 25-20                |
| 12 november 2014 Municipal Hall Aexandrou, Aten Speltid 1h:15 - Åskådare 1 000       | AEK                | 3 - 0 | ŽOK Jedinstvo Brčko    | 25-11, 25-23, 25-21               |
| 12 november 2014 Városi Sportcsarnok, Békéscsaba Speltid 1h:53 - Åskådare 600        | Békéscsabai RSE    | 3 - 1 | Gödöllõ RC             | 22-25, 25-18,30-28, 25-20         |
| 12 november 2014 SRC Veli Jože, Parenzo Speltid 1h:20 - Åskådare 500                 | OK Poreč           | 0 - 3 | Jedinstvo Stara Pazova | 14-25, 21-25, 22-25               |
| 13 november 2014 Sporthal Sint-Gillis, Dendermonde Speltid 1h:42 - Åskådare 400      | VC Oudegem         | 1 - 3 | Schweriner SC          | 14-25, 20-25, 27-25, 19-25        |
| 11 november 2014 De Meerminnen, Beveren Speltid 1h:12 - Åskådare 475                 | Asterix Kieldrecht | 3 - 0 | CV Barcelona           | 25-17, 25-13, 25-20               |
| 12 november 2014 Sneker Sporthal, Sneek Speltid 1h:53 - Åskådare 873                 | VC Sneek           | 3 - 2 | VV Alterno             | 25-21, 21-25, 25-27, 25-12, 15-12 |
| 11 november 2014 Hall Omnisport New, Walferdange Speltid 1h:23 - Åskådare 650        | RSR Walfer         | 1 - 3 | ASPTT Mulhouse         | 25-20, 16-25, 10-25, 12-25        |
| 11 november 2014 A.Y.S. Sport Hall, Baku Speltid 1h:06 - Åskådare 300                | TI-Volley          | 0 - 3 | Azərreyl QVK           | 10-25, 16-25, 18-25               |
| 12 november 2014 Steinkjerhallen, Steinkjer Speltid 1h:20 - Åskådare 850             | Stod IL            | 3 - 0 | Sliedrecht Sport       | 25-16, 25-18, 25-19               |
| 12 november 2014 Športna Dvorana, Braslovče Speltid 1h:32 - Åskådare 400             | ŽOK Braslovče      | 1 - 3 | TS Volley Düdingen     | 25-18, 15-25, 18-25, 13-25        |
| 12 november 2014 Oriveden liikuntahalli, Orivesi Speltid 2h:02 - Åskådare 497        | Oriveden Ponnistus | 3 - 2 | VC Kanti               | 18-25, 25-23, 25-20, 21-25, 15-12 |
| 11 november 2014 Sala Sporturilor, Târgu Mureș Speltid 2h:09 - Åskådare 1 000        | CSU Târgu Mureș    | 3 - 2 | Hapoel Kfar Saba       | 25-21, 25-16, 20-25, 20-25, 15-12 |
| 12 november 2014 Chizhovka-Arena, Minsk Speltid 1h:46 - Åskådare 320                 | VK Minsk           | 3 - 1 | Pannaxiakos AON        | 25-22, 24-26, 25-16, 25-18        |
| 11 november 2014 Başkent Voleybol Salonu, Ankara Speltid 1h:15 - Åskådare 550        | İlbank SK          | 3 - 0 | VK Levski Sofia        | 25-22, 25-17, 25-19               |
| 13 november 2014 DIVS Uralochka, Ekaterinburg Speltid 1h:31 - Åskådare 1 300         | VK Uralochka-NTMK  | 3 - 1 | CSM București          | 25-16, 17-25, 25-14, 25-16        |

#### Match 2
| 25 november 2014 Bluebox, Graz Speltid 1h:03 - Åskådare 250                      | UVC Graz               | 0 - 3 | Bursa BBSK         | 11-25, 12-25, 13-25                   |
| 26 november 2014 Sportska Dvorana Magnet, Brčko Speltid 1h:31 - Åskådare 1 000   | ŽOK Jedinstvo Brčko    | 3 - 0 | AEK                | 25-23, 25-20, 25-12 Golden set: 15-5  |
| november 2014 Szent Istvan Sporthall, Gödöllő Speltid 2h:01 - Åskådare 400       | Gödöllõ RC             | 2 - 3 | Békéscsabai RSE    | 25-23, 25-17, 25-27, 17-25, 13-15     |
| 26 november 2014 Hala Sportova, Stara Pazova Speltid 1h:12 - Åskådare 1 000      | Jedinstvo Stara Pazova | 3 - 0 | OK Poreč           | 25-18, 25-19, 25-17                   |
| 26 november 2014 Arena Schwerin, Schwerin Speltid 1h:06 - Åskådare 1 137         | Schweriner SC          | 3 - 0 | VC Oudegem         | 25-12, 25-13, 25-14                   |
| 25 november 2014 CD L'Hospitalet, L'Hospitalet Speltid 1h:41 - Åskådare 650      | CV Barcelona           | 1 - 3 | Asterix Kieldrecht | 16-25, 16-25, 25-20, 19-25            |
| 26 november 2014 Mheenhal, Apeldoorn Speltid 1h:16 - Åskådare 800                | VV Alterno             | 3 - 0 | VC Sneek           | 25-22, 25-20, 25-18                   |
| 26 november 2014 Palais des Sports, Mulhouse Speltid 1h:02 - Åskådare 800        | ASPTT Mulhouse         | 3 - 0 | RSR Walfer         | 25-10, 25-15, 25-11                   |
| 12 november 2014 A.Y.S. Sport Hall, Baku Speltid 1h:08 - Åskådare 200            | Azərreyl QVK           | 3 - 0 | TI-Volley          | 25-17, 25-15, 25-15                   |
| 26 november 2014 Sporthal de Stoep, Sliedrecht Speltid 1h:32 - Åskådare 800      | Sliedrecht Sport       | 1 - 3 | Stod IL            | 18-25, 17-25, 25-20, 21-25            |
| 27 november 2014 Sporthalle Leimacker, Düdingen Speltid 1h:41 - Åskådare 620     | TS Volley Düdingen     | 3 - 1 | ŽOK Braslovče      | 25-14, 23-25, 25-22, 25-23            |
| 26 november 2014 BBC Arena, Sciaffusa Speltid 2h:06 - Åskådare 615               | VC Kanti               | 3 - 1 | Oriveden Ponnistus | 25-19, 25-19, 30-32, 25-22            |
| 26 november 2014 Galili Sport Hall, Kfar Saba Speltid 1h:49 - Åskådare 800       | Hapoel Kfar Saba       | 3 - 1 | CSU Târgu Mureș    | 27-29, 25-17, 25-18, 25-22            |
| 27 november 2014 DAK Dimitrios Peristerakis, Naxos Speltid 1h:39 - Åskådare 350  | Pannaxiakos AON        | 3 - 0 | VK Minsk           | 25-19, 25-20, 25-17 Golden set: 15-10 |
| 25 november 2014 Hristo Botev Hall, Sofia Speltid 1h:09 - Åskådare 250           | VK Levski Sofia        | 0 - 3 | İlbank SK          | 14-25, 21-25, 20-25                   |
| 25 november 2014 Sala Sporturilor Unirea, Dobroești Speltid 1h:45 - Åskådare 500 | CSM București          | 1 - 3 | VK Uralochka-NTMK  | 21-25, 25-16, 14-25, 18-25            |

#### Kvalificerade lag
| - İlbank SK - VV Alterno - Azərreyl QVK - Békéscsabai RSE - Bursa BBSK - ŽOK Jedinstvo Brčko - TS Volley Düdingen - VK Uralochka-NTMK | - Hapoel Kfar Saba - Asterix Kieldrecht - ASPTT Mulhouse - Pannaxiakos AON - Schweriner SC - VC Kanti - Jedinstvo Stara Pazova - Stod IL |

### Sextondelsfinaler

#### Match 1
| 10 december 2014 Univerzita Palackého, Olomouc Speltid 1h:12 - Åskådare 400      | VK UP Olomouc                         | 0 - 3 | Bursa BBSK             | 19-25, 16-25, 13-25        |
| 16 december 2014 Sportska Dvorana Magnet, Brčko Speltid 1h:18 - Åskådare 800     | VK Orbita-ZTMK-ZNU                    | 3 - 0 | ŽOK Jedinstvo Brčko    | 25-20, 27-25, 25-22        |
| - Speltid 0 - Åskådare 0                                                         | -                                     | -     | Békéscsabai RSE        | -                          |
| 10 december 2014 Ballsporthalle, Vilsbiburg Speltid 1h:27 - Åskådare 413         | Rote Raben Vilsbiburg                 | 3 - 0 | Jedinstvo Stara Pazova | 25-21, 26-24, 25-22        |
| - Speltid 0 - Åskådare 0                                                         | Schweriner SC                         | -     | -                      | -                          |
| 10 december 2014 Sporthalle Lerchenfeld, Klagenfurt Speltid 1h:14 - Åskådare 200 | ATSC Klagenfurt                       | 0 - 3 | Asterix Kieldrecht     | 20-25, 18-25, 24-26        |
| 10 december 2014 Edugo Topsporthal, Gand Speltid 1h:12 - Åskådare 210            | VDK Gent                              | 3 - 0 | VV Alterno             | 25-21, 25-20, 25-17        |
| 10 december 2014 PalaTerdoppio, Novara Speltid 1h:07 - Åskådare 600              | AGIL Volley                           | 3 - 0 | ASPTT Mulhouse         | 25-15, 25-18, 25-11        |
| 11 december 2014 A.Y.S. Sport Hall, Baku Speltid 1h:19 - Åskådare 400            | Azərreyl QVK                          | 3 - 0 | Volley Köniz           | 25-18, 25-21, 25-21        |
| 10 december 2014 Steinkjerhallen, Steinkjer Speltid 1h:30 - Åskådare 500         | Stod IL                               | 3 - 0 | OK Kamnik              | 25-22, 31-29, 25-19        |
| 9 december 2014 Sporthalle Leimacker, Düdingen Speltid 0h:59 - Åskådare 450      | TS Volley Düdingen                    | 0 - 3 | VK Chimik              | 12-25, 16-25, 9-25         |
| 10 december 2014 Romema Sports Arena, Haifa Speltid 1h:49 - Åskådare 700         | Maccabi Haifa                         | 1 - 3 | VC Kanti               | 25-20, 21-25, 22-25, 23-25 |
| 9 december 2014 Gymnase Maillan, Le Cannet Speltid 1h:20 - Åskådare ?            | Entente Sportive Le Cannet-Rocheville | 3 - 0 | Hapoel Kfar Saba       | 25-16, 25-20, 25-13        |
| 10 december 2014 DAK Dimitrios Peristerakis, Naxos Speltid 1h:22 - Åskådare 370  | Pannaxiakos AON                       | 3 - 0 | NUC Volleyball         | 25-23, 25-13, 26-24        |
| 9 december 2014 Sala Polivalentă Dinamo, Bukarest Speltid 1h:19 - Åskådare 400   | CS Dinamo București                   | 0 - 3 | İlbank SK              | 17-25, 22-25, 25-27        |
| 10 december 2014 DIVS Uralochka, Ekaterinburg Speltid 1h:06 - Åskådare 2 500     | VK Uralochka-NTMK                     | 3 - 0 | ASKÖ Linz-Steg         | 25-18, 25-16, 25-13        |

#### Match 2
| 17 december 2014 Cengiz Göllü Kapalı Spor Salonu, Bursa Speltid 1h:07 - Åskådare 500 | Bursa BBSK             | 3 - 0 | VK UP Olomouc                         | 25-17, 25-10, 25-17                          |
| 17 december 2014 Sportska Dvorana Magnet, Brčko Speltid 1h:07 - Åskådare 600         | ŽOK Jedinstvo Brčko    | 0 - 3 | VK Orbita-ZTMK-ZNU                    | 17-25, 18-25, 13-25                          |
| - Speltid 0 - Åskådare 0                                                             | Békéscsabai RSE        | -     | -                                     | -                                            |
| 17 december 2014 Hala Sportova, Stara Pazova Speltid 2h:06 - Åskådare 1 200          | Jedinstvo Stara Pazova | 3 - 1 | Rote Raben Vilsbiburg                 | 25-20, 20-25, 25-21, 25-13 Golden set: 13-15 |
| - Speltid 0 - Åskådare 0                                                             | -                      | -     | Schweriner SC                         | -                                            |
| 17 december 2014 De Meerminnen, Beveren Speltid 1h:02 - Åskådare 175                 | Asterix Kieldrecht     | 3 - 0 | ATSC Klagenfurt                       | 25-15, 25-12, 25-9                           |
| 17 december 2014 Mheenhal, Apeldoorn Speltid 1h:31 - Åskådare 600                    | VV Alterno             | 3 - 0 | VDK Gent                              | 25-9, 25-15, 25-18 Golden set: 15-10         |
| 17 december 2014 Palais des Sports, Mulhouse Speltid 1h:21 - Åskådare 1 623          | ASPTT Mulhouse         | 0 - 3 | AGIL Volley                           | 22-25, 22-25, 22-25                          |
| 17 december 2014 Sporthalle Weissenstein, Bern Speltid 1h:53 - Åskådare 355          | Volley Köniz           | 3 - 1 | Azərreyl QVK                          | 17-25, 25-19, 25-18, 25-15 Golden set: 11-15 |
| 17 december 2014 Športna dvorana, Kamnik Speltid 1h:46 - Åskådare 250                | OK Kamnik              | 1 - 3 | Stod IL                               | 20-25, 25-18, 20-25, 21-25                   |
| 18 december 2014 FSK Olymp, Južne Speltid 1h:07 - Åskådare 821                       | VK Chimik              | 3 - 0 | TS Volley Düdingen                    | 25-17, 25-23, 25-16                          |
| 17 december 2014 BBC Arena, Sciaffusa Speltid 1h:36 - Åskådare 557                   | VC Kanti               | 3 - 1 | Maccabi Haifa                         | 20-25, 25-12, 25-17, 25-13                   |
| 18 december 2014 Galili Sport Hall, Kfar Saba Speltid 1h:12 - Åskådare 650           | Hapoel Kfar Saba       | 0 - 3 | Entente Sportive Le Cannet-Rocheville | 15-25, 21-25, 15-25                          |
| 16 december 2014 Halle de la Riveraine, Neuchâtel Speltid 1h:14 - Åskådare 740       | NUC Volleyball         | 3 - 2 | Pannaxiakos AON                       | 17-25, 25-14, 22-25, 25-21, 15-13            |
| 16 december 2014 Başkent Voleybol Salonu, Ankara Speltid 1h:41 - Åskådare 150        | İlbank SK              | 3 - 1 | CS Dinamo București                   | 25-23, 25-18, 21-25, 25-16                   |
| 17 december 2014 Tips Arena, Linz Speltid 1h:15 - Åskådare 200                       | ASKÖ Linz-Steg         | 0 - 3 | VK Uralochka-NTMK                     | 7-25, 19-25, 27-29                           |

#### Kvalificerade lag
| - İlbank SK - VV Alterno - Azərreyl QVK - Békéscsabai RSE - Bursa BBSK - VK Uralochka-NTMK - Asterix Kieldrecht - Entente Sportive Le Cannet-Rocheville | - Pannaxiakos AON - AGIL Volley - VC Kanti - Schweriner SC - Stod IL - Rote Raben Vilsbiburg - VK Chimik - VK Orbita-ZTMK-ZNU |

### Åttondelsfinaler

#### Match 1
| 13 januari 2015 Cengiz Göllü Kapalı Spor Salonu, Bursa Speltid 1h:14 - Åskådare 550 | Bursa BBSK         | 3 - 0 | VK Orbita-ZTMK-ZNU                    | 25-9, 29-27, 25-16         |
| januari 2015 Városi Sportcsarnok, Békéscsaba Speltid 1h:32 - Åskådare 1 500         | Békéscsabai RSE    | 1 - 3 | Rote Raben Vilsbiburg                 | 23-25, 25-22, 11-25, 18-25 |
| 15 januari 2015 De Meerminnen, Beveren Speltid 1h:15 - Åskådare 300                 | Asterix Kieldrecht | 0 - 3 | Schweriner SC                         | 21-25, 21-25, 15-25        |
| 14 januari 2015 Mheenhal, Apeldoorn Speltid 1h:33 - Åskådare 700                    | VV Alterno         | 3 - 1 | AGIL Volley                           | 25-21, 25-17, 22-25, 25-16 |
| 14 januari 2015 Steinkjerhallen, Steinkjer Speltid 1h:47 - Åskådare 900             | Stod IL            | 3 - 1 | Azərreyl QVK                          | 25-18, 25-18, 22-25, 27-25 |
| 13 januari 2015 FSK Olymp, Južne Speltid 1h:05 - Åskådare 1 300                     | VK Chimik          | 3 - 0 | VC Kanti                              | 25-15, 25-14, 26-24        |
| januari 2015 DAK Dimitrios Peristerakis, Naxos Speltid 1h:18 - Åskådare 300         | Pannaxiakos AON    | 3 - 0 | Entente Sportive Le Cannet-Rocheville | 25-23, 25-23, 25-22        |
| 14 januari 2015 Başkent Voleybol Salonu, Ankara Speltid 1h:23 - Åskådare 600        | İlbank SK          | 0 - 3 | VK Uralochka-NTMK                     | 22-25, 20-25, 17-25        |

#### Match 2
| 14 januari 2015 Cengiz Göllü Kapalı Spor Salonu, Bursa Speltid 1h:21 - Åskådare 650 | VK Orbita-ZTMK-ZNU                    | 0 - 3 | Bursa BBSK         | 20-25, 23-25, 22-25                   |
| 21 januari 2015 Ballsporthalle, Vilsbiburg Speltid 1h:05 - Åskådare 756             | Rote Raben Vilsbiburg                 | 3 - 0 | Békéscsabai RSE    | 25-21, 25-7, 25-18                    |
| 20 januari 2015 Arena Schwerin, Schwerin Speltid 1h:45 - Åskådare 1 035             | Schweriner SC                         | 3 - 1 | Asterix Kieldrecht | 25-21, 25-15, 22-25, 25-22            |
| 21 januari 2015 PalaTerdoppio, Novara Speltid 1h:36 - Åskådare 820                  | AGIL Volley                           | 3 - 0 | VV Alterno         | 25-15, 25-11, 25-9 Golden set: 15-5   |
| 22 januari 2015 A.Y.S. Sport Hall, Baku Speltid 1h:47 - Åskådare 300                | Azərreyl QVK                          | 3 - 0 | Stod IL            | 25-19, 25-20, 25-21 Golden set: 16-18 |
| 21 januari 2015 BBC Arena, Sciaffusa Speltid 1h:15 - Åskådare 312                   | VC Kanti                              | 0 - 3 | VK Chimik          | 17-25, 18-25, 15-25                   |
| 21 januari 2015 Gymnase Maillan, Le Cannet Speltid 1h:51 - Åskådare 153             | Entente Sportive Le Cannet-Rocheville | 2 - 3 | Pannaxiakos AON    | 25-20, 25-19, 23-25, 18-25, 11-15     |
| 20 januari 2015 DIVS Uralochka, Ekaterinburg Speltid 1h:10 - Åskådare 500           | VK Uralochka-NTMK                     | 3 - 0 | İlbank SK          | 25-13, 25-13, 25-23                   |

#### Kvalificerade lag
- Bursa BBSK
- VK Uralochka-NTMK
- Pannaxiakos AON
- AGIL Volley
- Schweriner SC
- Stod IL
- Rote Raben Vilsbiburg
- VK Chimik

### Kvartsfinaler

#### Match 1
| 4 mars 2015 Ballsporthalle, Vilsbiburg Speltid 1h:13 - Åskådare 1 526      | Rote Raben Vilsbiburg | 0 - 3 | Bursa BBSK        | 19-25, 22-25, 18-25        |
| 4 mars 2015 PalaTerdoppio, Novara Speltid 1h:44 - Åskådare 900             | AGIL Volley           | 1 - 3 | Schweriner SC     | 26-24, 15-25, 19-25, 22-25 |
| 4 mars 2015 Steinkjerhallen, Steinkjer Speltid 1h:13 - Åskådare 1 507      | Stod IL               | 0 - 3 | VK Chimik         | 20-25, 16-25, 17-25        |
| 4 mars 2015 DAK Dimitrios Peristerakis, Naxos Speltid 1h:09 - Åskådare 300 | Pannaxiakos AON       | 0 - 3 | VK Uralochka-NTMK | 23-25, 15-25, 16-25        |

#### Match 2
| 11 mars 2015 Cengiz Göllü Kapalı Spor Salonu, Bursa Speltid 1h:39 - Åskådare 1 000 | Bursa BBSK        | 3 - 1 | Rote Raben Vilsbiburg | 25-22, 25-23, 21-25, 25-18        |
| 10 mars 2015 Arena Schwerin, Schwerin Speltid 2h:04 - Åskådare 1 800               | Schweriner SC     | 3 - 2 | AGIL Volley           | 23-25, 15-25, 25-23, 25-20, 15-11 |
| 10 mars 2015 FSK Olymp, Južne Speltid 1h:04 - Åskådare 1 324                       | VK Chimik         | 3 - 0 | Stod IL               | 25-12, 25-14, 25-21               |
| 12 mars 2015 DIVS Uralochka, Ekaterinburg Speltid 1h:08 - Åskådare 2 550           | VK Uralochka-NTMK | 3 - 0 | Pannaxiakos AON       | 25-15, 25-18, 25-12               |

#### Kvalificerade lag
- Bursa BBSK
- VK Uralochka-NTMK
- Schweriner SC
- VK Chimik

### Semifinaler

#### Match 1
| 25 mars 2015 Arena Schwerin, Schwerin Speltid 1h:46 - Åskådare 2 015   | Schweriner SC     | 3 - 1 | Bursa BBSK | 25-19, 16-25, 26-14, 25-19 |
| 25 mars 2015 DIVS Uralochka, Ekaterinburg Speltid 1h:16 - Åskådare 250 | VK Uralochka-NTMK | 3 - 0 | VK Chimik  | 25-21, 25-22, 26-24        |

#### Match 2
| 29 mars 2015 Cengiz Göllü Kapalı Spor Salonu, Bursa Speltid 1h:42 - Åskådare 2 200 | Bursa BBSK | 3 - 0 | Schweriner SC     | 25-21, 25-18, 25-22 Golden Set: 15-10 |
| 29 mars 2015 FSK Olymp, Južne Speltid 1h:12 - Åskådare 100                         | VK Chimik  | 0 - 3 | VK Uralochka-NTMK | 22-25, 23-25, 17-25                   |

#### Kvalificerade lag
- Bursa BBSK
- VK Uralochka-NTMK

### Final

#### Match 1
| 8 april 2015 DIVS Uralochka, Ekaterinburg Speltid 1h:18 - Åskådare 3 700 | VK Uralochka-NTMK | 3 - 0 | Bursa BBSK | 25-18, 27-25, 25-13 |

#### Match 2
| 12 april 2015 Cengiz Göllü Kapalı Spor Salonu, Bursa Speltid 2h:11 - Åskådare 3 500 | Bursa BBSK | 3 - 1 | VK Uralochka-NTMK | 23-25, 25-21, 25-23, 25-18 Golden set: 15-11 |

#### Mästare
- Bursa BBSK